# 智証麻立干
智証麻立干（ちしょう まりつかん、437年 - 514年）は、新羅の第22代の王（在位:500年 - 514年）であり、姓は金、諱は智大路、または智度路、智哲老。『三国遺事』では智哲老王・智訂麻立干とも記される。第17代奈勿尼師今の曾孫であり、先代の炤知麻立干とは再従兄弟となる。父は習宝葛文王、母は第19代訥祇麻立干の娘の鳥生夫人。王妃は伊飡（2等官）の朴登欣の娘の延帝夫人。500年11月に炤知麻立干が死去したときに、子供がなかったので智大路が64歳で王位を継いだ。国号・王号の統一や軍制・官制などの整備を通して、新羅の国家形成を飛躍的に進めたと見られている。

## 治世
新羅には殉葬の風習が残っており、先代の王の炤知麻立干の死に当たっても男女5人が殉葬されていたが、502年3月に以後の殉葬を禁止することとした。503年10月には群臣の上奏を受けて、斯羅・斯盧・新羅などと称していた国号を新羅に、居西干・次次雄・尼師今・麻立干などと称した君主号を王にそれぞれ統一し、正式に新羅国王と号することとした。
506年には国内の州郡県制を定めるとともに悉直州（現在の江原道三陟市）を置き、地方軍主の官を設けて異斯夫（いしふ、이사부）を登用した。後に異斯夫を何瑟羅（江原道江陵市）軍主に任じ、于山国（鬱陵島）を服属させた。
509年には王都金城に東の市場を開かせ、前後して市場を管理する市典（東市典）の官を設けた。また、514年1月には阿尸村（慶尚南道咸安郡）に小京を置いて六部や南方からの入植を奨励し、小京の充実を図った。
在位15年にして514年7月に死去し、智証と諡された。新羅の諡はこの智証麻立干（智証王）代に始まるとされる。
『三国遺事』によると、智証麻立干の夫人の延帝夫人は、大便の大きさで妃に選ばれたとのこと。。
三國遣事 新羅 第二十二智哲老王第二十二智哲老王. 姓金氏. 名智大路. 又智度路, 諡曰智證. 諡號始于此. 又鄕稱王爲麻立干者. 自此王始. 王以永元二年庚辰卽位. 王陰長一尺五寸. 難於嘉偶. 發使三道求之. 使至牟梁部冬老樹下. 見二狗嚙(요)<물다>　一屎塊如鼓大. 爭嚙其兩端. 訪於里人. 有一小女告云. 此部相公之女子洗澣于此. 隱林而所遺也. 尋其家檢之. 身長七尺五寸. 具事奏聞. 王遣車邀入宮中. 封爲皇后. 群臣皆賀.